# Norman McLeod Rogers
Pour les articles homonymes, voir Norman Rogers et Rogers.
Norman McLeod Rogers (25 juillet 1894-10 juin 1940) est un homme politique canadien de l'Ontario. Il est député fédéral libéral de la circonscription ontarienne de Kingston-City de 1935 jusqu'à son décès en 1940 . Il est ministre dans le cabinet du premier ministre Mackenzie King,.

## Biographie
Né à Amherst en Nouvelle-Écosse, Rogers s'engage dans l'Armée canadienne durant la Première Guerre mondiale avec le 6e bataillon des Canadian Mountain Rifles de Nouvelle-Écosse. Il étudie ensuite à l'Université Acadia en Nouvelle-Écosse et obtient, en 1919, une bourse Rhodes. Il fréquente après l'University College de l'Université d'Oxford au Royaume-Uni d'où il ressort avec un Bachelor of Arts et un Bachelor of Civil Law.

## Politique

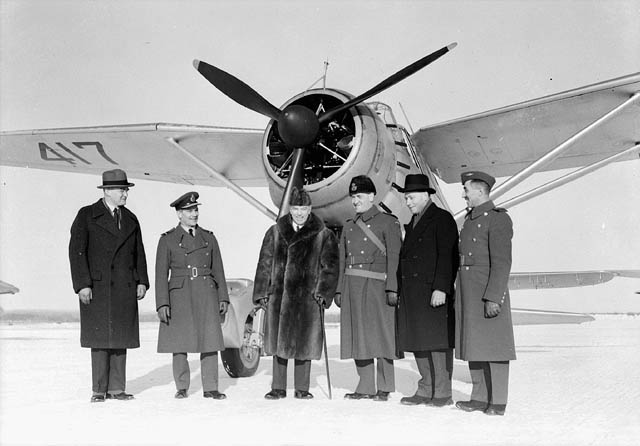
T. A. Crerar, le maréchal de l'air, Mackenzie King, W. D. Van Vliet et Norman Rogers inspectant l'escadron no. 110 (City of Toronto) le 13 janvier 1940

Rogers est le secrétaire privé de Mackenzie King entre 1927 et 1929. Il travaille ensuite comme professeur à l'Université Queen's de Kingston.
Élu à la Chambre des communes en 1935, il entre au cabinet à titre de ministre du Travail. Il occupe se ministère jusqu'en 1939 et est ensuite transféré au ministre de la Défense nationale. Réélu en lors de l'élection de mars 1940, il meurt en fonction peu de temps après en juin.

## Mort
Rogers décède dans un écrasement d'avion près de Newtonville en Ontario alors qu'il faisait le trajet d'Ottawa vers Toronto pour effectuer une conférence. Le même jour que son décès, le Canada déclarait la guerre à l'Italie.
Le premier ministre Mackenzie King encaisse le choc de la perte de Rogers très difficilement. Rogers était un membre clé du cabinet en plus d'un proche conseiller et ami personnel. Il semblait même envisagé que King considérait Rogers comme son éventuel successeur au poste de premier ministre.

## Honneur
L'aéroport Kingston-Norman Rogers, ainsi qu'une rue de Kingston sont nommés d'après lui. Un brise-glace de la Garde côtière canadienne était aussi nommé en son honneur avant d'être vendu à la Marine chilienne et renommé Almirante Óscar Viel (en) en 1994.